# Horní Počaply
Horní Počaply är en ort i Tjeckien.   Den ligger i regionen Mellersta Böhmen, i den centrala delen av landet, 40 km norr om huvudstaden Prag. Horní Počaply ligger 163 meter över havet och antalet invånare är 1 141.
Terrängen runt Horní Počaply är huvudsakligen platt. Horní Počaply ligger nere i en dal. Runt Horní Počaply är det ganska tätbefolkat, med 86 invånare per kvadratkilometer. Närmaste större samhälle är Štětí, 3,4 km norr om Horní Počaply. Trakten runt Horní Počaply består till största delen av jordbruksmark.